# 喬安 (女神卡卡專輯)
《喬安》是美國歌手女神卡卡的第五張錄音室專輯。於 2016 年  10 月 7 日開始預購，10 月 21 日正式釋出。由Streamline以及新視鏡唱片發行。主要製作人包括女神卡卡、馬克·朗森以及BloodPop，其餘合作人有凱文·帕克、埃米爾·海伊尼、傑夫·巴斯克、約書亞·歐姆以及RedOne。
《喬安》的音樂風格大致上以樸實輕鬆的軟搖滾及流行舞曲為主，並著重於凸顯歌手的嗓音。歌詞深受歌手逝世的姑姑—喬安‧史蒂芬妮‧潔曼諾塔 (Joanne Stefani Germanotta) 的影響，以探討家庭、生活等情感元素為主軸。
當女神卡卡參與拍攝《美國恐怖故事》時，過程不僅影響了《喬安》的創作過程、讓她找到過去真正純樸的自己，也使專輯整體特色囊括了卡卡在衣著上以鄉村音樂為主要定位的視覺變化。例如，帶有1970年代風的柔性粉色寬邊帽。
為了宣傳《喬安》，官方釋出了三張單曲: 《完美幻象》、《百萬個理由》以及同名歌曲。《完美幻象》作為主打單曲於 2016年9月9日釋出，於法國及西班牙榜單上位居第一位，而《百萬個理由》則在美國位居第四位。而《喬安》，作為最後單曲由特定地區電台釋出。
專輯宣傳演唱會—喬安世界巡迴演唱會於 2017年8月1日開始巡迴演出，並於 2018年2月1日告終。
《喬安》作為卡卡在美國連續第四張的冠軍專輯，在釋出時獲得了「普遍好評」的成績。
它同時也在阿根廷、巴西、墨西哥、日本及韓國的國際排行榜上位居第一、於超過十五個區域排行榜內位居前十強、以及來自多個唱片協會的銷售認證。
專輯《喬安》在第60屆葛萊美獎受提名為「最佳流行演唱專輯」，單曲《百萬個理由》受提名「最佳流行演唱歌手」；單曲《喬安》在隔年第61屆葛萊美獎則榮獲「最佳流行演唱歌手」。許多文章都指出這張專輯簡樸並凸顯人聲的風格影響了許多歌手的音樂事業，例如凱莉·米洛、麥莉‧希拉、凱莎以及賈斯汀‧提姆布萊克。

## 背景與前期發展
女神卡卡於2013年11月釋出的第三張錄音室專輯《流行藝術》曾獲得了「褒貶不一」的評價。 在專輯釋出時便登上了告示牌兩百大專輯榜，並在 2014年6月時成功達到 了250萬的總銷量。
在《流行藝術》時期，女神卡卡於 2013年年底與經紀人特絡伊‧卡特出現嫌隙， 2014年6月時，她的新經紀人巴比坎貝爾跳槽到娛樂公司Live Nation Entertainment的藝術管理部門—Artist Nation。 而個人方面，女神卡卡則因《流行藝術》的失敗對自己的才能感到沮喪，並於原先決定完全退出音樂圈。 《流行藝術》矛盾的評價使得卡卡的管理部門完全轉換了卡卡的歌手定位。除了服飾不再像以往充滿爭議，卡卡於往後的歌曲中也時常以凸顯自己的聲樂技巧為主軸概念。
第87屆奧斯卡金像獎典禮表演時，女神卡卡於一場致敬電影《真善美》的現場演出中唱出了電影的知名歌曲，而這場表演同時也獲得了「一致好評」。 她同時也與美國知名爵士樂歌手東尼‧班內特共同釋出了爵士樂專輯《爵對經典》，並於 2014年9月時獲得「一致好評」。 《爵對經典》在登上告示牌兩百強專輯榜首位的同時，《爵對經典》也成為了女神卡卡在美國的第三張冠軍專輯， 並在葛萊美獎典禮上榮獲葛萊美獎最佳傳統流行演唱專輯獎。
2015年，女神卡卡參與並作為電視連續劇系列《美國恐怖故事》第五季《美國恐怖故事：旅館》的主要角色，並榮獲第73屆金球獎電視電影或迷你影集類最佳女主角獎。
在她接連得獎的同時，女神卡卡親自證實了她將會在 2016年後期釋出第五張錄音室專輯，並表示她目前仍在探索物流動向以及如何去定位專輯的攝像風格等等前置作業。 2015至 2016年間，卡卡多次透過社交網站打趣似地發布了數條有關第五張專輯的創作及錄製計畫。普遍大眾認為當時她正與長期合作人RedOne合作，並同時也鮮有接觸的喬治歐·莫瑞德、馬克·朗森以及奈爾・羅傑斯等多名知名製作人合作。

## 曲目列表
| 曲序     | 曲目                                     | 词曲                                               | 製作人                              | 时长  |
| -------- | ---------------------------------------- | -------------------------------------------------- | ----------------------------------- | ----- |
| 1.       | Diamond Heart 鑽石心                     | Lady Gaga、Mark Ronson、Josh Homme                 |                                     | 3:30  |
| 2.       | A-YO 唉呦                                | Lady Gaga、Hillary Lindsey、Ronson、Michael Tucker |                                     | 3:28  |
| 3.       | Joanne 喬安                              | Lady Gaga、Ronson                                  |                                     | 3:17  |
| 4.       | John Wayne 約翰韋恩                      | Lady Gaga、Ronson、Tucker、Homme                   |                                     | 2:54  |
| 5.       | Dancin' in Circles 轉圈跳舞              | Lady Gaga、Beck Hansen、Tucker、Ronson             |                                     | 3:27  |
| 6.       | Perfect Illusion 完美幻象                | Kevin Parker、Lady Gaga、Ronson、Tucker            | Lady Gaga、Parker、BloodPop、Ronson | 3:02  |
| 7.       | Million Reasons 百萬個理由               | Lady Gaga、Lindsey、Ronson                         | Ronson、BloodPop、Lady Gaga         | 3:25  |
| 8.       | Sinner's Prayer 罪人禱告                 | Lady Gaga、Josh Tillman、Ronson、Thomas Brenneck   |                                     | 3:43  |
| 9.       | Come To Mama 母親懷抱                    | Tillman、Lady Gaga、Emile Haynie                   |                                     | 4:15  |
| 10.      | Hey Girl 嘿 女孩（與Florence Welch合唱） | Welch、Lady Gaga、Ronson                           |                                     | 4:15  |
| 11.      | Angel Down 天使落難記                    | Lady Gaga、Nadir Khayat                            |                                     | 3:49  |
| 总时长： | 总时长：                                 | 总时长：                                           | 总时长：                            | 39:05 |

| 豪華版附贈曲目 | 豪華版附贈曲目                                 | 豪華版附贈曲目                     | 豪華版附贈曲目 |
| 曲序           | 曲目                                           | 词曲                               | 时长           |
| -------------- | ---------------------------------------------- | ---------------------------------- | -------------- |
| 12.            | Grigio Girls 酒醉歌                            | Lady Gaga、Lindsey、Ronson、Tucker | 3:00           |
| 13.            | Just Another Day 平凡的一天                    | Lady Gaga                          | 2:58           |
| 14.            | Angel Down (Work Tape) 天使落難記 (創作原音檔) | Lady Gaga、Khayat                  | 2:20           |
| 总时长：       | 总时长：                                       | 总时长：                           | 47:23          |

| 日版附贈曲目 | 日版附贈曲目                                          | 日版附贈曲目               |
| 曲序         | 曲目                                                  | 词曲                       |
| ------------ | ----------------------------------------------------- | -------------------------- |
| 15.          | Million Reasons (Work Tape) 一百萬個理由 (創作原音檔) | Lady Gaga、Lindsey、Ronson |